# ホルローギーン・チョイバルサン
ホルローギーン・チョイバルサン（モンゴル語：ᠬᠣᠷᠯᠤ᠎ᠠ ᠶ᠋ᠢᠨ

ᠴᠣᠢᠢᠪᠠᠯᠰᠠᠩ、Хорлоогийн Чойбалсан、Khorloogiin Choibalsan、光緒21年1月14日（1895年2月8日） - 1952年1月26日）は、モンゴルの革命家、軍人、政治家。

## 生涯

### 生い立ち
遊牧民の子として生まれ、幼くしてチベット仏教の僧院に入るも脱走した。
クーロン（庫倫、現ウランバートル）のロシア領事館付属学校に入学し、1914年にロシアのイルクーツクに留学。
1918年に帰国して独立運動に参加、1920年にボドー、ダンザン、ドクソム、スフバートルらと共にソ連への使節団として派遣され、モンゴル人民党（後のモンゴル人民革命党）の結成に携わる。

### 権力の掌握
1924年のモンゴル人民共和国成立後は国家小会議議長に、1929年に人民委員会主席に、1936年に内相に、1937年9月に全軍総司令官、同年12月、首相代理に任命され、1939年から1952年に没するまで首相兼外相を務めた。
1935年から1938年にかけて上級ラマ僧による多数の反乱が起こった。これに対し内務大臣だったチョイバルサンは2000人以上の上級ラマ僧を処刑した。また、1936年から1938年にかけて大規模な粛清を行い、「モンゴルのスターリン」とも呼ばれた。多くの党や政府の幹部、知識人、党員などが「日本のスパイ」などの不当な罪を着せられて処刑され、革命以来親ソ派を貫いてきたチョイバルサンが権力を掌握するようになった。
1936年、ソ連と相互援助議定書を締結して赤軍の駐留を認め、ソ連の衛星国としてのモンゴルの立場を築くとともに同年に内務大臣として秘密警察を創設、1937年に全軍総司令官に就いて自国軍の近代化を推し進めた。1939年のハルハ河戦争では赤軍の支援を得て満州国との国境紛争で日本軍（関東軍）に勝利した。
また、第二次世界大戦末期の1945年8月9日に始まったソ連の対日宣戦では、条約にもとづき翌8月10日に日本に宣戦布告をして満州や内モンゴルに侵攻し、ソ連軍の勝利に貢献するとともにモンゴル人民共和国の国際的認知の第一歩を記した。この布告書には「モンゴル人が統一国家となるため」とあり、同年8月10日のラジオ放送では「本日政府の命令に基づいて、我が軍は越境し、内モンゴル地域に速やかに進攻した。これは血を分けた内モンゴルを解放し、自由を獲得するためである」と汎モンゴル主義を訴える演説した。この呼びかけは満州国軍（興安軍）や内蒙軍の背反逃亡、内モンゴル人民共和国や東モンゴル自治政府などの樹立、後には蒙古聯合自治政府の主席だったデムチュクドンロブ（徳王）の亡命を満州や内モンゴルに引き起こすことになる。当初のチョイバルサンは外モンゴルをゴンチギン・ブムチェンド、内モンゴルをデムチュクドンロブに任せて自身は全モンゴルの統治者となることを考えていた。ソ連軍が内蒙古に投入した師団は1個だったのに対してモンゴル軍は4個もの師団を派遣して内蒙古東部から内蒙古西部まで進駐していたが、占領した内蒙古を放棄する代わりに中華民国にモンゴル人民共和国の独立承認を迫ったスターリンによって内外モンゴル統一は実現せず、占領地のソニド右旗を慰問で訪れたチョイバルサンは中国共産党との連携を指示したことでウランフが内モンゴルを支配することになった。この際に得られた日本軍や民間人の捕虜はモンゴル国内での強制労働にも使役され（シベリア抑留）、多くの犠牲者を出した。
戦後の1945年10月20日には外モンゴル独立公民投票を行ってほぼ100%の賛成率を演出し、1946年には中華民国にモンゴルの独立を認めさせるも翌年の1947年の北塔山事件では中華民国軍と新疆で武力衝突するなど摩擦が続き、中国との国交樹立は1949年の中華人民共和国成立まで待つことになる（台湾に逃亡した中華民国は独立の承認を撤回）。

### 死去
1951年の暮れ、再三断り続けていたスターリンの誕生日の式典に参加するようにとの招待を受けてモスクワへ向かった。
翌年1月26日に同地で病死した。チョイバルサンの死は年老いたスターリンを心配させ、「シチェルバコフ、ジダーノフ、ディミトロフ、チョイバルサン…彼らはわずかの間に次々と亡くなっている。我々は古い医者を新しい医者と交換しなくてはならない」と発言した。"医者の陰謀"に関するソビエトの捜査で逮捕された者たちは、チョイバルサンなどスターリンが名指しした人物を、スターリンの主治医を含むクレムリンの医師団が実際に暗殺したと「証明する」ための「証拠」を、拷問によってでっち上げることを強制された。 
なお、チョイバルサンの妻はロシア人であり、チョイバルサンの死後早々にロシアに帰国した。

## 歴史的評価

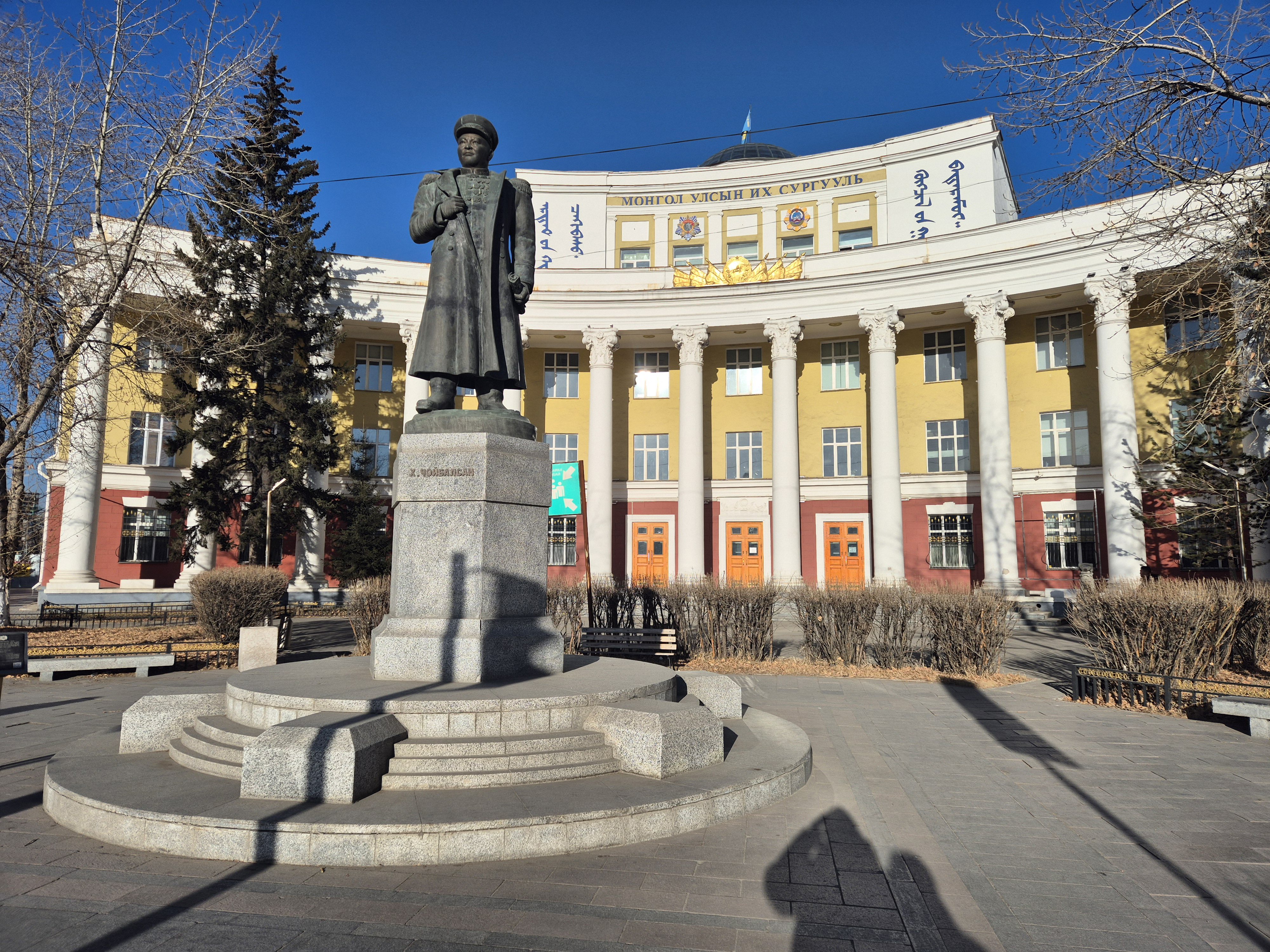
モンゴル国立大学のチョイバルサン像

社会主義政権崩壊後の現在でも、チョイバルサンに対する評価はスターリンの大粛清に加担して自らの個人崇拝も強いた独裁者であるも、戦争に勝利し独立を維持してからの諸外国からの国家承認と国際連合加盟の基礎を築き、モンゴル国立大学の創設と識字率の向上に代表される教育政策やモンゴル縦貫鉄道建設のようなインフラ整備など国内の近代化を推し進めた点で必ずしも低くないという。モンゴル国立大学には今も彼の銅像が建っている。
モンゴル東部にある生誕地のドルノド県バヤン・トゥメンは、彼の名を冠して首府チョイバルサン市に改称された。